# Return to Castle Wolfenstein
Return to Castle Wolfenstein è un videogioco di tipo sparatutto in prima persona pubblicato da Activision e uscito il 21 novembre 2001. La modalità giocatore singolo è stata sviluppata da Gray Matter Interactive, mentre quella multigiocatore da Nerve Software. id Software, ovvero i creatori del gioco originale intitolato Wolfenstein 3D, hanno supervisionato lo sviluppo del gioco e tra i ringraziamenti figurano come produttori esecutivi. Il 13 agosto 2010 id Software ha reso disponibile il codice sorgente del gioco con licenza GPL.

## Trama

### Sabbie Maledette - Prologo
Questo capitolo esclusivo, ambientato in un'ipotetica zona dell'Egitto sotto occupazione tedesca (in realtà i tedeschi si ritirarono dai confini egiziani già alla fine di ottobre 1942), venne introdotto nel 2003 come introduzione dei giochi Operation Resurrection e Tides of War, rispettivamente le versioni di Return to Castle Wolfenstein su console per Sony PlayStation 2 e Microsoft Xbox. 
Nel marzo 1943, durante la seconda guerra mondiale, mentre sta combattendo contro le forze tedesche del generale Erwin Rommel in Nordafrica, l'agente dell'Ufficio di Azioni Segrete ed ex-capitano dei Rangers William "B.J." Blazkowicz si trova improvvisamente assegnato a una missione segreta nella città di Ras El-Hadid in Egitto. Accompagnato dall'agente britannico Agente Uno penetra nella città e si infiltra all'interno di uno scavo archeologico segreto dove Helga von Bulow assieme alle SS della Divisione Paranormale stanno cercando di recuperare un paio di antiche tavole con presunti poteri magici da una tomba che sembrerebbe essere maledetta. Dopo un combattimento contro i nazisti e i non morti, Blazkowicz fallisce la cattura di Helga. Lui e l'Agente Uno la inseguono su un Ju-52 rubato, ma vengono abbattuti nei pressi di Castle Wolfenstein, dove vengono catturati.

### Oscuri presagi
17 marzo 1943. I due agenti catturati vengono imprigionati a Castle Wolfenstein. L'Agente Uno viene messo sotto tortura ed interrogato dal crudele dottor Zee, che lo sottopone a violente scariche elettriche superiori al 77% rispetto a quanto sopportabile da una persona, uccidendolo. Quando viene il turno di Blazkowicz, quest'ultimo riesce ad uccidere la guardia e Zee, fuggendo dalle segrete del castello-prigione. Armato solo di un coltello e di una pistola Luger, troverà altre armi ed una via di fuga combattendo contro squadre di soldati tedeschi e alla fine, usando una funivia per scappare, s'incontrerà con Kessler, un membro della Resistenza tedesca nota come Circolo Kreisau.

### Segreto oscuro
B.J. viene scortato nel villaggio di Wulfburg ed apprende che la Divisione Paranormale delle SS, sotto il comando dell'Oberführer Helga von Bulow, ha scavato nelle catacombe e nelle cripte della cittadina, in cerca di un'antica chiesa sepolta nel sottosuolo. Le loro scarse precauzioni hanno disturbato il sonno e permesso il risveglio di orde di non-morti, tra cui scheletri di antichi cavalieri sassoni. Blazkowicz scende nelle cripte dove trova soldati tedeschi isolati che combattono contro i non morti per salvare disperatamente la propria vita.
B.J. riuscirà a farsi strada massacrando molti di questi morti ed infine giunge alla chiesa sepolta, che i locali chiamano Chiesa Profanata. Uno scienziato nazista, il professor Zemph, sta conducendo un esperimento sul cadavere di un antico Cavaliere Nero. Tuttavia prima di arrivare ad Helga, Blazkowicz deve ingaggiare una lotta contro le guardie personali d'élite di quest'ultima; delle abilissime soldatesse esperte che inoltre fanno parte di una congrega di streghe. Nel frattempo Helga, impaziente di mettere le mani sul Pugnale della Protezione, uccide Zemph (che voleva impedirle di prendere il pugnale), e si dirige nella stanza del manufatto.
Tuttavia Zemph aveva ragione, in quanto, tentando di prendere il pugnale, Helga risveglia il guardiano Olaric che, furioso, la uccide facendola a pezzi. Blazkowicz affronta il mostro liberato e dopo averlo annientato prende il Pugnale della Protezione e viene tratto in salvo con un aereo.

### Le armi della vendetta
Nonostante i misteri con gli scavi e l'Operazione Resurrection, per il momento l'attenzione dell'UAS si sposta su un'importante figura del Terzo Reich, uno dei maggiori ricercatori scientifici della Germania e capo della Sezione Armi Speciali della Divisione Paranormale delle SS, Wilhelm Strasse; noto come Deathshead. Costui ha reso operativa una base missilistica a Katamarunde, nel Baltico, ed è pronto a lanciare un attacco su Londra usando un razzo V2 riempito con una testata chimica sperimentale.
Blazkowicz viene paracadutato ad una certa distanza dalla base missilistica e si introduce furtivamente in un compound, sfruttando lo stratagemma di nascondersi in un camion di rifornimenti. All'interno della base, Blazkowicz impedisce il lancio, facendo saltare il razzo V2 nel silo. Successivamente si fa strada nello stabilimento, finché arriva presso una base aerea piena di velivoli a reazione sperimentali. Dopo aver combattuto contro un plotone di Fallschirmjäger (paracadutisti) armati di FG 42 lascia la base a bordo di un aereo-razzo Kobra e vola in salvo a Malta.

### Progetti mortali
Notando una certa connessione tra Deathshead e l'Operazione Resurrection, l'UAS, diviene desideroso di apprendere di più riguardo Deathshead e i suoi folli progetti segreti. L'occasione si presenta quando uno scienziato nazista decide di disertare fornendo importanti informazioni, in cambio di un rifugio sicuro e quindi, Blazkowicz, viene spedito presso la città bombardata di Kugelstadt dove, aiutato da membri del Circolo Kreisau, riesce a salvare lo scienziato disertore.
Deve successivamente trovare, in una fabbrica distrutta dai bombardamenti alleati, i progetti dell'ultima arma del Terzo Reich: una mitragliatrice gatling estremamente potente chiamata GP-VG MK2 Venom, che se prodotta in massa sarebbe capace di infliggere danni spaventosi alle forze degli Alleati. Una volta recuperati i progetti, Blazkowicz, infine irrompe all'interno del complesso di ricerca sotterraneo di Deathshead, la Struttura Armi Segrete.
All'intero B.J. può osservare i primi risultati del vero progetto di Deathshead: i Loper. Estremamente agili e violente verso qualunque essere vivente non sia simile a loro, queste creature cibernetiche dall'aspetto mutilato ed orribile si muovono sulle mani e non possiedono delle gambe, ma alla fine del busto sono dotati di una bobina di Tesla in grado di emettere scariche elettriche letali. È chiaro di come i Loper, a causa della loro aggressività, siano un esperimento fallito del progetto Übersoldat (super soldato), ideato da Strasse. Dopo essersi fatto strada nel complesso sotterraneo, Blazkowicz, vede Deathshead scappare con un U-Boot e scopre la destinazione di questo interrogando un ufficiale tedesco catturato.

### La tana di Deathshead
Grazie ad un approfondito interrogatorio all'ufficiale tedesco, viene resa nota l'esistenza degli X-Lab in Norvegia, strettamente collegati al progetto Übersoldat.
Blazkowicz viene quindi paracadutato in Norvegia, proprio nei pressi del molo dove è approdato l'U-Boot di Deathshead. Per irrompere negli X-Lab, B.J. fa saltare una parete e la violenta esplosione getta in allarme tutto il complesso segreto. All'interno degli X-Lab, Blazkowicz, osserva i Loper scatenarsi in una rivolta, ed inoltre si ritrova ad affrontare una versione evoluta e perfezionata di questi ultimi: il Proto-soldato. Estremamente differente dai Looper, in quanto riesce a riconoscere i suoi creatori, questa nuova creatura è un cyborg bipede semi-corazzato armato con la più recente mitragliatrice Venom; tuttavia anche queste creature non rappresentano il progetto ancora ultimato. B.J. riesce a farsi strada negli X-Lab eliminando tutte le minacce, e giunge dinnanzi a Deathshead in persona.
Deathshead ha appena ultimato l'unico modello esistente dell'Übersoldat, evoluzione dei lunghi studi condotti sui Looper e sui Proto-soldati, e decide di metterlo alla prova scagliandolo contro Blazkowicz. Il cyborg è totalmente corazzato, rispetto ai Proto-soldati, ed inoltre è dotato di una nuova terrificante arma: il fucile a bobina di Tesla. Il combattimento si rivela pesantissimo, ma alla fine B.J. prevale e riesce a neutralizzare l'Übersoldat, mentre Deathshead riesce tuttavia a scappare con un aereo-razzo Kobra.

### L'inizio del ritorno
Studiando la documentazione recuperata da Blazkowicz agli X-Lab ed il collegamento con il progetto Übersoldat, l'UAS è venuto a conoscenza dello scopo dell'Operazione Resurrection: Heinrich Himmler ha intenzione di far risorgere Enrico I, un re sassone dotato di poteri occulti e sconfitto 1000 anni prima da Simone il vagabondo ma apparentemente immortale, ed imprigionato in una dimensione sospesa fra la vita e la morte a causa di una maledizione. Nonostante lo scetticismo dei comandanti Alleati, l'UAS paracaduta Blazkowicz sui monti Harz, in Germania, proprio vicino a Castle Wolfenstein.
Blazkowicz arriva al villaggio di Paderborn e, dopo aver ucciso diversi ufficiali superiori della Divisione Paranormale delle SS tra cui il maggiore Hochstedder, il generale von Stauff, il colonnello Strache e i generali Burkhalter e Haupman, si fa strada fino al Castello Schufstaffel, dove incontra le truppe della guardia d'élite, tra cui il generale von Shurber. Eliminati questi, Blazkowicz si sposta attraverso i sotterranei del castello, affrontando altre guardie d'élite e un paio di Übersoldat. Infine giunge presso uno scavo vicino a Castle Wolfenstein, che conduce al sito principale dove sta per avere inizio la cerimonia per l'evocazione di Enrico I, guidata dalla teosofa Marianna Blavatsky.

### Operazione Resurrection
All'interno del sito di scavo, Blazkowicz combatte contro truppe naziste e gli Übersoldat, riuscendo ad introdursi in un'entrata sbarrata che porta alla cripta di Castle Wolfenstein. Lì scopre che la fortezza è infestata da non morti che stanno attaccando la guarnigione. Attraverso il castello, Blazkowicz arriva al sito principale della lugubre cerimonia per far risorgere Enrico I.
Durante il rito, la medium, Blavatsky, evoca spiriti maligni che trasformano i tre Übersoldat prescelti in Cavalieri Neri: i luogotenenti di Enrico. Quando i tre Cavalieri Neri sono pronti, l'antico signore della guerra viene risvegliato. Enrico I ricompensa Blavatsky rubandole l'anima e trasformandola in una schiava non-morta. In un combattimento sempre più furioso dalle quali dipendono le sorti della guerra, Blazkowicz riesce a distruggere i tre Cavalieri, Blavatsky e lo stesso Enrico I, facendolo saltare in mille pezzi.
Nel frattempo in lontananza la scena è seguita con angoscia dal Reichsführer-SS Heinrich Himmler, che vede inesorabilmente fallire il suo progetto più grande, per poi partire alla volta di Berlino.

## Antagonisti principali

### Wilhelm Strasse
Il colonnello (Oberst) Wilhelm Strasse o Deathshead è il capo dell'SS Special Projects Division e nello stesso tempo, membro superiore dell'SS Paranormal Division.
Ricercatore dotato, ha ideato il progetto Übersoldat che mira a creare il soldato definitivo usando la cibernetica e la bioingegneria. Ci ha lavorato sopra per sei anni in un modo o nell'altro fin dal 1937, alla fine ha prodotto l'Übersoldat, un supersoldato cyborg.
Durante la campagna, il giocatore incontra dei prototipi di supersoldato ancora attivi e i Lopers, mutanti cyborg privi della parte inferiore del corpo, intenzionati solo ad uccidere folgorando i nemici grazie ad un apposito dispositivo montato sull'addome.
Diversamente da molti altri membri, Strasse non crede nell'occulto e preferisce armare la macchina da guerra nazista usando la tecnologia più avanzata. Heinrich Himmler gli chiede di partecipare alla cerimonia di resurrezione di Heinrich I, ma Strasse rifiuta di assistere per il suo scetticismo riguardo all'occulto. Dopo che B. J. distrugge uno dei suoi Übersoldat scappa a bordo di un aereo-razzo e non riappare più per tutto il resto del gioco. Strasse si è guadagnato il suo soprannome per via del viso simile a un teschio, con una cicatrice che gli attraversa il volto (ma può anche essere un riferimento al simbolo della 3. SS-Panzerdivision "Totenkopf" usato da Himmler).

### Helga von Bulow
Ufficiale di alto rango all'interno della SS Paranormal Division e fondatrice dell'ordine delle guardie d'élite, la forza di sicurezza della divisione stessa. Helga compare nel secondo capitolo della campagna (Dark Secret) che descrive le avventure di Blazkowicz nel villaggio di Wulfburg. Trova la morte presso la vecchia chiesa abbandonata mentre tenta di rubare un manufatto della leggendaria Ultima Thule il "Dagger of Warding", nel frattempo, infatti, libera un mostro che la smembra completamente prima di lanciarsi contro Blazkowicz.

### Marianna Blavatsky
Probabilmente basata sulla figura di Helena Blavatsky; è una delle fondatrici della società teosofica. Compare nella parte finale, ed è lei a far resuscitare il cavaliere nero, per poi essere ricompensata venendo trasformata in una schiava non-morto e quindi eliminata da Blazkowicz.

## Modalità di gioco
Return to Castle Wolfenstein è il seguito del gioco che è comunemente considerato il padre degli sparatutto in prima persona: Wolfenstein 3D. Tuttavia grazie ai progressi della tecnologia, ed in particolare al motore grafico di Quake 3 Team Arena su cui il software si basa, lo stile di gioco è completamente diverso dal suo precursore, risultando più in linea con titoli più recenti.
Contiene una campagna singleplayer la cui storia richiama molti temi del vecchio gioco, e una modalità multiplayer a squadre caratterizzata dalla possibilità di impersonare differenti classi di soldato.
Il gioco fa riferimento al castello di Wewelsburg, un castello del XVII secolo occupato dai nazisti di Heinrich Himmler che lo usò come quartier generale delle SS e luogo di rituali e pratiche occulte. Diversamente da Wolfenstein 3D, solo alcune delle missioni hanno luogo nell'abominevole maniero. Il gioco è ambientato nell'Europa occupata dai tedeschi nel 1943 e ha per protagonista il ranger dell'esercito americano B.J. Blazkowicz che, assieme ad un altro agente (Agente Uno nelle versioni per Xbox, PS2 e macOS), è incaricato di investigare sul progetto personale di Heinrich Himmler: la Divisione Paranormale delle SS. Ad ogni modo gli agenti vengono catturati prima di aver completato la loro missione e imprigionati a Castle Wolfenstein. Il giocatore impersona Blazkowicz e deve evadere dal castello per continuare a investigare sulle attività paranormali che includono ricerche sulla resurrezione dei corpi, biotecnologie e armi segrete. Durante il gioco si incontreranno numerosi nemici tra i quali soldati delle Waffen-SS, Fallschirmjäger (paracadutisti), legioni di non morti e terrificanti Übersoldat (supersoldati) creati grazie a un orrendo lavoro di chirurgia e ingegneria chimica condotto da Wilhelm "Deathshead" Strasse. Alcune missioni che coinvolgono i non morti sono state influenzate dai film La mummia (1999) e La mummia - Il ritorno (2001) oltre che in qualche modo da Indiana Jones. Alcuni nemici sono frutto di tributi ad altri storici avversari dei precedenti sparatutto della id. Altre missioni sono simili a romanzi di fantasia che raccontano di commando Alleati e di combattenti della resistenza che operano dietro le linee nemiche per spiare e sabotare.
Per far sì che il gioco fosse vendibile in Germania, gli sviluppatori hanno rimosso la svastica nazista nella versione tedesca del gioco. Al suo posto il logo delle forze tedesche è un simbolo inventato che può essere interpretato in tre modi diversi:
- un riferimento a Quake III Arena (un gioco sviluppato in precedenza da id Software sul cui motore grafico si basa proprio Return to Castle Wolfenstein)
- un'aquila (simbolo spesso usato per rappresentare la Germania)
- la lettera W (che sta per Wolfenstein).

Ogni riferimento al Terzo Reich è stato rimosso, infatti il giocatore non combatte i nazisti, ma una setta segreta chiamata "i Lupi" guidata da Heinrich Höller. Da sottolineare il curioso gioco di parole. Infatti Himmler richiama la parola tedesca Himmel (paradiso), mentre Höller richiama la parola Hölle (inferno).

### Armi

Le armi disponibili in Return to Castle Wolfenstein messe a confronto.

All'inizio del gioco, l'unica arma del giocatore è un coltello da combattimento Fairbairn-Sykes, anche se è possibile ottenere praticamente subito una Luger da una guardia morta. Il giocatore ha anche la possibilità di tirare calci, nonostante procuri un danno minimo; calciare è indicato per spalancare le porte o fracassare alcuni oggetti.
La terza arma che il giocatore trova è un MP40, un mitra che usa le stesse munizioni da 9 mm della Luger. Di lì a poco il giocatore ottiene un fucile Mauser senza ottica che causa un danno elevato ed è caratterizzato da un'alta precisione, ma usa munizioni differenti (7,92 x 57 mm). Un Mauser con ottica potrà essere trovato in seguito. Come nota tecnica bisogna segnalare che i creatori del gioco devono aver confuso il simile fucile semiautomatico M1 Garand con il Mauser, infatti nel gioco tutti i Mauser con ottica sono in realtà M1 Garand. Durante la seconda guerra mondiale il Garand era in dotazione alle forze statunitensi, non ai tedeschi.
Nei livelli seguenti il giocatore riceve uno Sten silenziato che usa le stesse munizioni dell'MP40 e della Luger. Riceve anche un Thompson e una Colt.45 che sono leggermente più potenti dell'MP40 e della Luger, ma le loro munizioni scarseggiano.
Con il procedere della campagna, il giocatore trova anche un lanciafiamme (sebbene le sue ricariche siano rare), il Fallschirmjägergewehr Model 1942 (FG 42) in dotazione ai paracadutisti (che usa le stesse munizioni del Mauser) e diverse armi fantascientifiche: una Tesla gun e una mitragliatrice a canne rotanti Venom. È anche disponibile un fucile di precisione sperimentale americano silenziato e con telescopio a infrarossi chiamato Snooper Scope (sebbene l'equivalente reale sia privo del silenziatore) queste ultime armi usano munizioni proprie.
Il giocatore ha occasione di adoperare anche una varietà di armi esplosive tra cui il Panzerfaust, la dinamite e le bombe a mano (quelle americane a forma di ananas e quelle tedesche con il manico).
Diverse armi dispongono di più modalità di fuoco che vengono attivate con la pressione di un tasto. La modalità secondaria della Luger consiste nella possibilità di montare un silenziatore (trovato nei primi livelli), due Colt possono essere usate in coppia (una per mano) e la modalità alternativa per i fucili di precisione è la possibilità di utilizzare uno zoom telescopico regolabile (nessuno dei due fucili da cecchino ha un mirino visibile sullo schermo nella normale modalità di fuoco).
Lo Sten e il Venom soffrono di surriscaldamento. La precisione diminuisce mentre lo Sten si scalda (anche se tra i mitra è il più preciso) e viene rappresentata anche dall'allargarsi del mirino sullo schermo. Mentre si fa fuoco, appare una barra che indica la temperatura relativa dell'arma (la barra cresce mentre l'arma è in funzione e diminuisce mentre è a riposo) una volta che la barra raggiunge una certa temperatura massima l'arma si blocca finché la barra non torna alla temperatura minima.
È possibile raccogliere e lasciare le sedie nella versione singleplayer del gioco, mentre non è possibile in quella multiplayer.

### Tesori
In molti luoghi del gioco è possibile trovare e raccogliere dei tesori (lingotti d'oro, calici, reliquie, oggetti preziosi). Molto spesso sono nascosti all'interno di stanze segrete accessibili azionando dei meccanismi oppure distruggendo muri o oggetti che coprono il passaggio. Nelle aree segrete è possibile trovare anche dei rifornimenti, munizioni o viveri (che fanno recuperare la vita).
Alla fine di ogni schema compare una schermata che riassume quante aree segrete sono state scoperte e quanti tesori sono stati trovati.
Questa particolarità del gioco ne rappresenta uno degli aspetti più famosi e classici. Era presente, infatti, anche nel vecchio Wolfenstein 3D.

## Multiplayer
Il multiplayer di RtCW è basato sugli obiettivi. Sia l'Asse che gli Alleati hanno una serie di obiettivi da completare per vincere la partita, normalmente gli obiettivi di una squadra sono mirati a impedire all'altra di completare i propri. Esistono obiettivi primari e secondari; gli obiettivi primari devono essere portati a termine per vincere il round, mentre quelli secondari sono facoltativi, ma possono essere d'aiuto per completare gli obiettivi principali. Questi ultimi di solito consistono nel fare esplodere qualcosa o nel fuggire con dei documenti, mentre gli obiettivi secondari richiedono in genere la cattura di una bandiera o di un punto di respawn.
Per fare un esempio, nella mappa "Beach Siege", gli Alleati, partendo dalla spiaggia, devono raggiungere le mura nemiche. Qui hanno la possibilità di far breccia in due punti diversi, uno dei quali consentirà di conquistare un punto di respawn più avanzato. L'Asse deve respingere per tutto il tempo l'avanzata avversaria. All'interno della base tedesca sono custoditi dei documenti che gli americani devono recuperare e trasportare fino a una radiotrasmittente. Se completano la missione nel tempo assegnato vincono, mentre l'Asse vince se riesce a difendere i documenti fino alla fine.
Esistono diverse classi di soldato con ruoli differenti: il medico può distribuire medikit per curare i compagni, ma può finire presto le munizioni. Il tenente può distribuire munizioni o chiamare bombardamenti. Il geniere deve far saltare le mura o le porte (con la dinamite) e il soldato può scegliere tra quattro armi pesanti diverse.

### Wolf MP
Standard o "Vanilla" Wolf, prevede per ogni squadra un round sia di difesa che di attacco per ogni mappa. Ogni squadra ha una certa quantità di tempo per completare gli obiettivi. In alcune mappe non è previsto un tempo limite e la squadra che completa per prima un particolare obiettivo vince.

### Wolf SW
Wolf SW (StopWatch) è una modalità nella quale ogni squadra ha una possibilità di attaccare o difendere. Se la squadra attaccante completa gli obiettivi in un certo tempo, le squadre vengono invertite e i nuovi attaccanti (che prima difendevano) devono completare l'obiettivo in un tempo minore di quello impiegato dalla squadra opposta.

### Wolf CP
Wolf CP è una modalità basata sui checkpoint, l'obiettivo è prendere il controllo delle bandiere che sono sparse nella mappa. La prima squadra che controlla tutte le bandiere contemporaneamente vince la partita.

### Enemy Territory
Inizialmente Wolfenstein: Enemy Territory era stato concepito come un'espansione completa per RtCW sviluppata da Splash Damage. La modalità singleplayer del gioco non è mai stata completata, così è stata totalmente rimossa. Gli sviluppatori hanno, quindi, deciso che la parte multigiocatore sarebbe stata pubblicata come un gioco indipendente gratuito e scaricabile. Enemy Territory è un gioco multiplayer basato su squadre che richiede il completamento di obiettivi grazie al lavoro di squadra e l'uso di differenti classi di soldati.

## Tecnologia
Il gioco è basato su una versione pesantemente modificata del motore grafico di Quake III Arena, ovvero l'id Tech 3, ed in particolare nella sua evoluzione dell'espansione Team Arena che aggiungeva la possibilità di creare livelli più estesi caratterizzati dalla presenza di paesaggi naturali. Il motore di Return to Castle Wolfenstein è stato usato in seguito come base per il seguito gratuito online Enemy Territory (Splash Damage/Activision) e Call of Duty (Infinity Ward/Activision).

## Adattamenti
Nel 2003 il gioco è stato adattato per PlayStation 2 e Xbox e sono stati aggiunti rispettivamente i sottotitoli Operation Resurrection e Tides of War. Entrambe le versioni per console includono una serie di missioni preliminari dove B. J. Blazkowicz e l'Agent One operano nell'Egitto occupato dai nazisti. La modalità cooperativa a due giocatori è un'esclusiva della versione per console e permette al secondo giocatore di impersonare l'Agent One. La versione per Xbox ha l'aggiunta del gioco online attraverso Xbox Live.

## Versioni e mod
Esistono diverse versioni commerciali di RTCW:
- Distribuzione originale (2001, versione 1.0), uscita in una scatola rappresentata come la copertina di un libro.
- Game of the Year Edition (2002, versione 1.3) è uscita con l'originale Wolfenstein 3D, giochi demo e diverse nuove mappe multiplayer.
- Collector's Edition (2003, versione 1.33) è uscita in una custodia di metallo e contiene materiale promozionale tra cui un poster e un CD-ROM bonus.
- Platinum Edition (2004, versione 1.41) contiene Wolfenstein: Enemy Territory e Wolfenstein 3D.

Molti mod e script personalizzati sono stati scritti per il gioco multiplayer, permettendo cambiamenti (via console) durante il gioco. "Degeneration" e "shrubmod" sono dei mod popolari e sono state realizzate mappe personalizzate anche cinque anni dopo la loro uscita. Di recente, grazie al codice sorgente rilasciato dalla casa madre nel 2010, si è reso disponibile il nuovo motore iortcw che include correzioni e supporto per i sistemi più moderni, oltre alle mod "RealRTCW", "Venom Mod" e decine di missioni aggiuntive per il gioco originale.
Inizialmente il multiplayer è stato criticato perché le armi e le mappe venivano ritenute troppo vantaggiose per la squadra in difesa. Ad ogni modo risultò subito evidente che l'uso accorto delle varie classi di soldati determinava la vittoria. Inoltre la maggioranza dei giocatori utilizza principalmente un MP40 o un Thompson che sono abbastanza equilibrati.

## Sequel
Le vicende di Blazkowicz continuano dopo l'Operazione Resurrection, in Wolfenstein sviluppato da Raven Software, e si spostano nella città di Isenstadt nel 1944, dove i nazisti stanno tentando di porre rimedio alle sorti della guerra che sta volgendo al termine.

## Film
Un film su Return to Castle Wolfenstein è stato annunciato nel 2002, ma non ci sono state altre notizie significative. Il 20 luglio 2005 In un'intervista di IGN, Todd Hollenshead ha detto che ci stanno lavorando, anche se non sono andati molto avanti.
Il 1º novembre 2012 è stato annunciato dalla IGN che ci sarà finalmente un film, da uno degli scrittori di Pulp Fiction e dai produttori dei film di Silent Hill.
Protagonisti saranno un giovane capitano dell'esercito americano ed un agente segreto inglese in missione al castello Wolfenstein, dove secondo informazioni affidabili Hitler in persona sarà presto presente per svelare una nuova arma segreta. Ma ad attenderli ci saranno alcune divisioni al comando di Himmler, costituite non soltanto da umani.

## Accoglienza
Nel 2013 IGN pubblica la lista dei 100 migliori sparatutto in prima persona scelti dai suoi esperti, dove risulta al 58º posto.
Riconoscimenti:
- Candidatura al Game Developers Choice Awards del 2002
  - Categoria "Excellence in Programming" 'Sherman Archibald, John Carmack e Ryan Feltrin per la grafica in "Return to Castle Wolfenstein"'

## Doppiatori italiani
- Direttore dell'Ufficio di Azioni Segrete: Stefano Albertini
- Jack: Luca Sandri
- Murphy: Raffaele Fallica
- Oberführer Wilhelm Strasse: Luca Sandri
- Oberführer Helga von Bulow: Dania Cericola
- Oberführer Marianna Blavatsky: Silvana Fantini
- Heinrich I: Stefano Albertini
- Heinrich Himmler: Stefano Albertini